# Ilha da Conceição
Ilha da Conceição är en ö i Brasilien.   Den ligger i delstaten Rio de Janeiro, i den sydöstra delen av landet, 900 km sydost om huvudstaden Brasília. Arean är 0,98 kvadratkilometer.
Runt Ilha da Conceição är det i huvudsak tätbebyggt. Runt Ilha da Conceição är det mycket tätbefolkat, med 2 345 invånare per kvadratkilometer.